# Aérodrome d'Adré
L'aéroport d'Adré est un aéroport d'usage public situé près d'Adré, ville de la région est du Tchad, chef-lieu du département Assoungha.